# Dežno pri Makolah
Dežno pri Makolah je naselje v Občini Makole, na severovzhodu Slovenije. Nahaja se na hribih na desnem bregu Dravinje, ter spada pod Štajersko pokrajino in Podravsko regijo.

## Ime
Naselje je bilo zabeleženo v pisnih virih v letih 1220–30 kot Bratyssen, Radgassen in Dragozli (in v 1265–67 kot Deschen). Ime je verjetno izhajalo iz navadnega samostalnika deža, ki se uporablja tudi v metaforičnem pomenu "votlina, izklesana z vodo". Ime naselja se je leta 1953 iz Dežnega spremenilo v Dežno pri Makolah.